# Nyk
Nyk — chłodny wiatr typu bora, występujący na Alasce. Wieje z kierunku wschodniego i południowo-wschodniego.